# Pantherodes arizonensis
Pantherodes arizonensis är en fjärilsart som beskrevs av Hahn William Capps 1950.
Pantherodes arizonensis ingår i släktet Pantherodes och familjen mätare. Inga underarter finns listade i Catalogue of Life.